# Хандусь Ганна Дмитрівна
Ганна Дмитрівна Хандусь (25 липня 1917, село Степанки, тепер Черкаського району Черкаської області — 1993, село  Степанки Черкаського району Черкаської області) — українська радянська діячка, новатор сільськогосподарського виробництва, ланкова колгоспу імені ВКП(б) (імені 50-річчя Жовтня) Черкаського району Черкаської області. Депутат Верховної Ради УРСР 6-го скликання. Герой Соціалістичної Праці (23.06.1966).

## Біографія
Народилася в селянській родині. Трудову діяльність розпочала колгоспницею. Працювала в тракторній бригаді.
У 1953—1965 роках — ланкова колгоспу імені ВКП(б) («Червоний шлях») села Степанки Черкаського (потім — Чигиринського) району Черкаської області. Вирощувала високі врожаї кукурудзи, збирала по 80, 90, 100, 119, 138 центнерів кукурудзи з кожного гектара. У 1962 році ланка Ганни Хандусь одержала врожай кукурудзи в зерні по 136 центнерів з гектара на площі 30 гектарів.
У 1965—1973 роках — завідувач свиноферми колгоспу імені 50-річчя Жовтня села Степанки Черкаського району Черкаської області. 
З 1973 року — на пенсії у селі Степанках Черкаського району Черкаської області.

## Нагороди
- Герой Соціалістичної Праці (23.06.1966)
- орден Леніна (23.06.1966)
- орден Жовтневої Революції
- медалі